# Arthur Porges
Arthur Porges (Chicago, Illinois, 1915. augusztus 20. – 2006. május 12.) amerikai tudományos-fantasztikus író.

## Élete
Matematikai diplomát szerzett, a második világháború alatt Kaliforniában kiképző volt.
A háború vége után egy ideig főiskolán tanított matematikát, majd teljes egészében az irodalomnak szentelte magát. Apja, Israel Podgusrky 1885-ben született Oroszországban, a lengyel határ mellett. Két testvére volt, Mortimer, aki ügyvéd volt Chicagóban és Dave, aki a Chicagói Oktatási Tanácsnál dolgozott. Az apa Amerikába való kivándorlásakor változtatta meg a nevét James Porgesre. A Bell Telephone Company-nál dolgozott. négy gyermeke született, Leonard, Irwin, Arthur és Walter. Arthur Porges édesanyja Clara Kurzin volt, aki Arthur kilenc éves korában hunyt el. Egyik bátyja, Irwin Porges (1909 - 1998) Edgar Rice Burroughs-kutató volt, aki egy könyvet is írt The Man Who Created Tarzan címmel. Irwin ezen kívül zongorázni is tanult, konzervatóriumot végzett, s profi zongoristaként zenekarokkal lépett fel. Tobb népszerű dal komponálása is az ő nevéhez fűződik.

## Irodalmi pályafutása

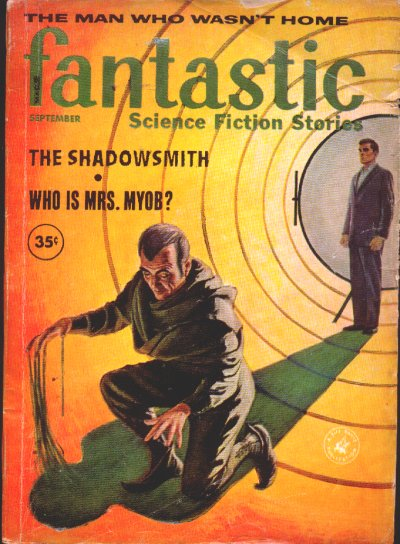
Porges The Shadowsmith című története a Fantastic 1960. szeptemberi számának címlapján

A 20. század közepe amerikai fantasztikus irodalmának egyik legtermékenyebb alkotója volt. Novelláit a kor fantasztikus magazinjainak hasábjain publikálta, irodalmi írásokon kívül számos esszét is írt. Porges főhősei sokszor meghalnak a történetekben, például első megjelent elbeszélésében, a The Rats-ban (1950) a mutáns patkányok végül elpusztítják a túlélőket a posztapokaliptikus világban. A történet a The Magazine of Fantasy and Science Fiction című magazinban jelent meg. E novellával kezdődött a Porges és Anthony Bouchet közti, sokáig tartó munkakapcsolat. Maga a híres szerző, Boucher segített Porgesnek munkái megjelentetésében, s az 1950-es években sokat csiszolt annak stílusán. Egyik legismertebb története, a The Ruum egy olyan emberrel foglalkozik, akit egy elpusztíthatatlan gép üldöz, amelynek célja az emberek elfogása és életfunkcióik felfüggesztése. Bátyjával, Irwin-nel együtt írta A Touch of Sun című novelláját (1959). Az 1960-as évek történetei közt szerepel a The Arrogant Vampire (1961), az One Bad Habit (1961) és a The Fanatic (1964). Írói álnevei Peter Arthur, Pat Rogers, Maxwell Trent, Abel Jacobi és Derek Page voltak. Novelláinak összkiadása könyv alakban 2002-ben jelent meg The Mirror and Other Strange Reflections címmel. Magyarul egyetlen novellája jelent meg a Galaktika 14. számában 1975-ben A légy címen (utánközlés: X Magazin II/5, 1997)

## Válogatott munkái

### Novellák
- "The Rats" (1950)
- "The Fly", (1952)
- "The Liberator" (1953)
- "Mop-Up" (1953)
- "The Ruum" (October 1953)
- "The Devil and Simon Flagg" (1954)
- "Dead Drunk" (1959)
- "Circle in the Dust" (1960)
- "A Specimen for the Queen" (1960)
- "The Shadowsmith" (1960)
- "Solomon's Demon" (1961)
- "The Rescuer" (1962)
- "The Missing Bow" (1963)
- "The Fanatic" (1964)
- "Blood Will Tell" (1966)
- "The Mirror" (1966)
- "Swan Song" (1966)

### Antológiák
- Three Parodies and a Pastiche (1988)
- The Mirror and Other Strange Reflections (2002)
- The Calabash of Coral Island and Other Early Stories (2008)
- The Miracle of the Bread and Other Stories (2008)
- Spring, 1836: Selected Poems (2008)

## Fordítás
- Ez a szócikk részben vagy egészben  az   Arthur Porges című angol Wikipédia-szócikk ezen változatának fordításán alapul.  Az eredeti cikk szerkesztőit annak laptörténete sorolja fel. Ez a jelzés csupán a megfogalmazás eredetét és a szerzői jogokat jelzi, nem szolgál a cikkben szereplő információk forrásmegjelöléseként.